# Conseils de villes et villages en Iran
Les conseils de villes et villages (ou, en forme complète, le conseils de provinces, villes, districts et villages) sont des conseils locaux élus au cours d'un vote au suffrage universel dans toutes les villes et villages d'Iran, depuis 1999. Les membres de ces conseils sont élus pour 4 ans.
D'après l'article 7 de la constitution iranienne, ces conseils locaux, de même que le Majles, sont les « organes administratifs et de prise de décision de l'État ». Les conseils sont chargés d'élire les maires, de superviser les activités des municipalités, d'étudier les besoins sociaux, sanitaires, économiques, culturels et éducatifs de leurs administrés,. Ils planifient et coordonnent la participation nationale à l'implémentation des décisions sociales, économiques, culturelles, éducatives et autres.